# Rye Harbour
Rye Harbour är en by i East Sussex, England. Byn är belägen 15 km från Hastings. Orten har 546 invånare (2018).